# The Fiction We Live
The Fiction We Live – drugi studyjny album hardcorowego zespołu From Autumn to Ashes. Album został wydany 9 września 2003 roku przez Vagrant Records. Całość trwa 40 minut i 1 sekundę. Do czterech utworów nakręcono wideoklipy (nr: 1, 2, 4, 10). Album ten jest ostatnim, na którym zagrali Scott Gross i Mike Pilato. W piosence "Autumns Monologue" gościnnie zaśpiewała Melanie Wills.

## Lista utworów
1. "The After Dinner Payback"  – 2:51
2. "Lilacs & Lolita"  – 2:42
3. "No Trivia"  – 4:08
4. "Milligram Smile"  – 3:35
5. "The Second Wrong Makes You Feel Right"  – 4:58
6. "Every Reason To"  – 2:53
7. "Autumn's Monologue"  – 4:33
8. "Alive Out of Habit"  – 4:57
9. "All I Taste Today Is What's Her Name"  – 3:37
10. "The Fiction We Live"  – 1:18
11. "I'm the Best at Ruining My Life"  – 4:23